# Deutsche Gesellschaft für Thoraxchirurgie
Die Deutsche Gesellschaft für Thoraxchirurgie (DGT) ist eine wissenschaftliche Fachgesellschaft, die das Gebiet der Thoraxchirurgie in Klinik, Praxis und Forschung vertritt. Sie ist Mitglied der Arbeitsgemeinschaft der Wissenschaftlichen Medizinischen Fachgesellschaften (AWMF).

## Ziele und Aufgaben
Vereinsziele sind laut Satzung unter anderem:
- Weiterentwicklung der Thoraxchirurgie, einschließlich der fachgebietsbezogenen Intensivmedizin;
- Erfahrungs- und Meinungsaustausch mit in- und ausländischen Fachgesellschaften;
- Wahrnehmung der Belange der Lehre (Ausbildung, Weiterbildung, Fortbildung) und der Forschung;
- Beratung von Behörden und gesundheitspolitischen Gremien
- Veranstaltung von und Beteiligung an wissenschaftlichen Veranstaltungen zum Fachgebiet

## Arbeitsgemeinschaften der DGT
Die themenspezifische Arbeit der Fachgesellschaft findet in ihren Arbeitsgemeinschaften statt. Im Herbst 2024 handelte es sich unter anderem um AGs zu den folgenden Themen:
- Frauen in der Thoraxchirurgie
- Minimal-invasive Thoraxchirurgie
- Nachhaltigkeit in der Thoraxchirurgie
- Roboterschirurgie
- Thoraxtrauma
- Universitäre Thoraxchirurgie

## Veranstaltungen
Die Gesellschaft führt Jahrestagungen durch und verweist auf ihrer Website auf aktuelle Veranstaltungen ihres Fachgebietes.
Im Jahr 2014 nahm die Akademie der Deutschen Gesellschaft für Thoraxchirurgie zur Organisation und zur Qualitätsförderung von Fort- und Weiterbildungsveranstaltungen auf.

## Veröffentlichungen
Die Gesellschaft veröffentlicht Stellungnahmen zu Vorgehensweisen, Maßnahmen und Standards in ihrem Fachgebiet. Hierzu gehören auch medizinische Leitlinien.

## Publikationsorgan
- Das Zentralblatt für Chirurgie ist das offizielle Weiterbildungsorgan der Gesellschaft.[7]

## Geschichte
Die DGT wurde 1991 in Frankfurt am Main gegründet. Gründungsmitglieder waren R. Achatzy (Hemer), M. Bartel (Jena), A. Baudrexl (Coswig), D. Dragojevic (Hannover), Claus Engelmann (Berlin), P. Freese (Schwerin), D. Greschuchna (Essen), Joachim Hasse (Freiburg/Breisgau), H. Holdt (Wangen), G. Irlich (Hagen), M. Jachmann (Münnerstadt), Dirk Kaiser (Berlin), F. Klinke (Ibbenbüren), S. Liebig (Großhansdorf), D. Nicolai (Vogelsang), H.-J. Radtke (Ebensfeld), Heikki Toomes (Gerlingen), Ingolf Vogt-Moykopf (Heidelberg), J. Weber (Zschadrass), P. Wex (Löwenstein). Seit 1992 ist die Gesellschaft Mitglied der AWMF.

## Ehrenmitglieder der Gesellschaft
Die Gesellschaft ehrt verdiente Persönlichkeiten mit Verleihung der Ehrenmitgliedschaft. Nachstehend die Ehrenmitglieder der DGT (in Klammer: Datum der Ernennung)
- Martin Bartel (2014)
- Hartwig Bauer (2009)
- Frank Detterbeck (2023)
- Albrecht Encke (2006)
- Joachim Haase (2016)
- Dirk Kaiser (2015)
- Pál Keszler (2009)
- Werner Maaßen (2002)
- Klaus-Michael Müller (2004)
- Heinz Neef (2021)
- Mikhail Perelman (2007)
- Michael-J. Polonius (2012)
- Lothar Swoboda (2018)
- Olaf Thetter (2017)
- Heikki Toomes (2014)
- Ingolf Vogt-Moykopf (1995)
- Peter Wex (2023)